# Korte Strikstraat
De Korte Strikstraat is een straat in de stad Zaltbommel in de Nederlandse provincie Gelderland. De straat loopt vanaf de Koningstraat, Oude Vischmarkt en de Vismarkt tot de Ruiterstraat en de Lange Strikstraat die in het verlengde van deze straat ligt. De Korte Strikstraat is ongeveer 70 meter lang. Aan de Korte Strikstraat bevinden zich een aantal rijksmonumentale panden.

## Fotogalerij

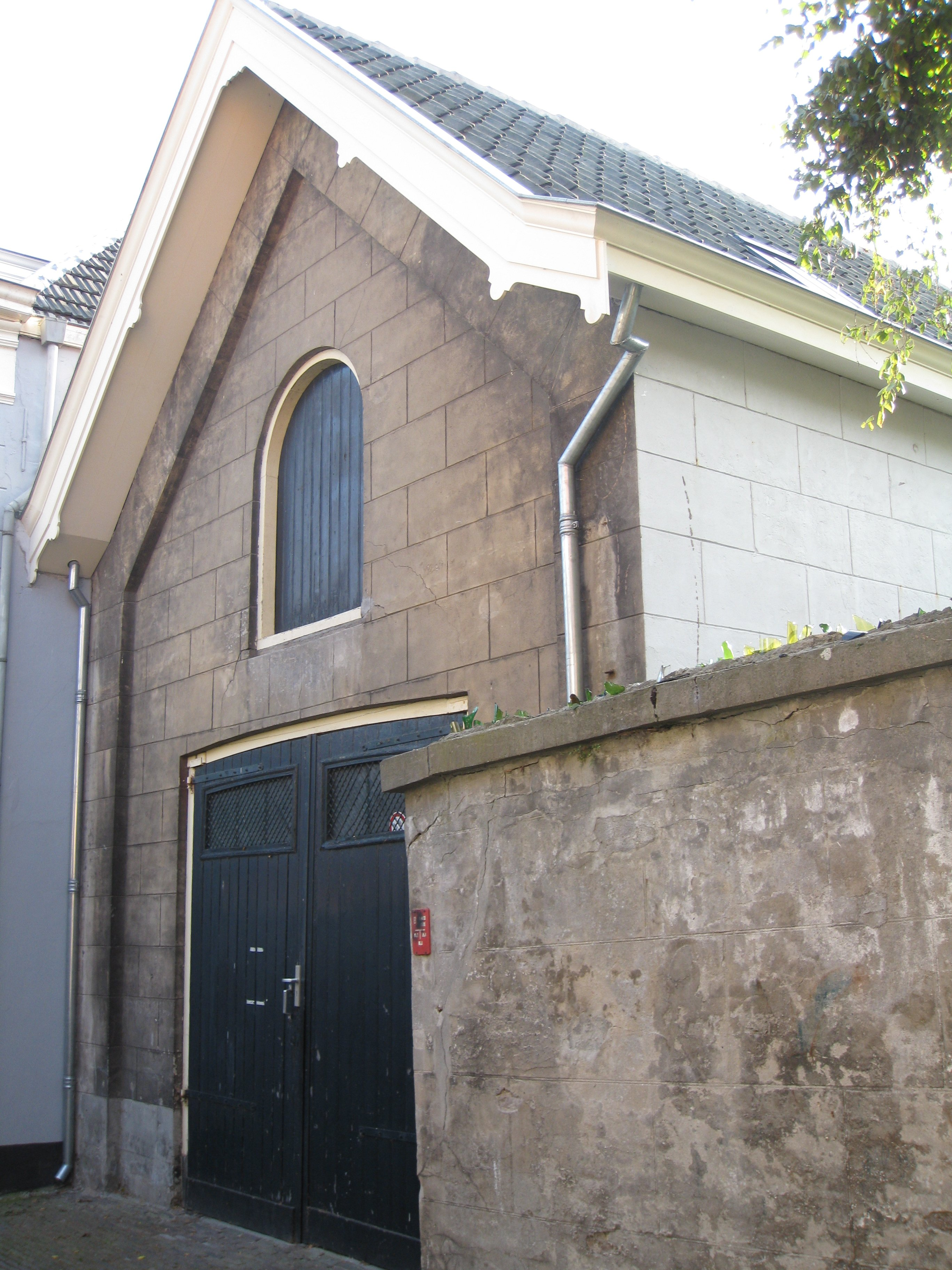
Koetshuis aan de Korte Strikstraat 2 (rijksmonument)

Boschstraat ·
De Virieusingel ·
Gamerschestraat ·
Gasthuisstraat ·
Kerkplein ·
Kerkstraat · 
Korte Steigerstraat ·
Korte Strikstraat ·
Lange Steigerstraat · 
Markt ·
Nieuwstraat ·
Nonnenstraat ·
Oliemolen ·
Oliestraat ·
Steenweg ·
Tolstraat · 
Vismarkt · 
Waalkade · 
Waterstraat · 
Zandstraat